# Чунеши (Цхункури)
Чунеши (груз. ჩუნეში) — село в Грузии, на территории Цхалтубского муниципалитета края (мхаре) Имеретия.

## География
Село находится в западной части Грузии, на левом берегу реки Куми (бассейн Риони), на расстоянии 10 километров к северо-западу от города Цхалтубо, административного центра муниципалитета. Абсолютная высота — 173 метра над уровнем моря.

## Население
По результатам официальной переписи населения 2014 года, в Чунеши проживало 119 человек (56 мужчин и 63 женщины). В национальной структуре населения грузины составляли 100 %.
| Год  | Население, человек |
| ---- | ------------------ |
| 2002 | 231                |
| 2014 | ↘ 119              |